# Nyáry család (bedegi)

A bedegi Nyáry család bárói (és köznemesi) címere

A bedegi Nyáry család grófi címere

A nemes és gróf bedegi és berencsi Nyáry család (Neve a mai Somogy és Tolna megye határán, Tab  közelében fekvő, ma már nem létező Nyár helységből ered. Itt fekszik az egyik előnevet adó Bedeg is, a mai Bedegkér község.

## A család története
Első ismert őse János, aki 1329-ben mint királyi megbízott jár el, a családfa a 15. század közepétől ismert. Első jeles tagja Gál, Mátyás király udvari gyalogságának hadnagya és Somogy megye főispánja volt. A főnemesség soraiba a családot az a Ferenc emelte, akit vitézségéért 1535-ben bárói ranggal jutalmaztak. Ő szerezte meg a másik előnevet adó Berencset. Örökösei, unokatestvérének, Miklósnak fiai, Lőrinc és Lajos két főág alapítói lettek, fiaik és ezek utódai részére I. Miksa király Ferenc bárói rangját 1573-ban kiterjesztette. Lőrinc fia Pál, és ennek fia István részben jeles törökverők, illetve a kor országos politikájának meghatározó személyiségei. Istvánt II. Ferdinánd 1632-ben grófi rangra emelte, amit akkor még kevés család viselt. Pál nővére Sárkándy Pálné, akinek lánya, Anna Balassi Bálint Célia nevű múzsájaként ismert; Pál lánya, Krisztina pedig befolyásos főurak, előbb Thurzó Imre, majd Esterházy Miklós felesége lett. Ez utóbbi házasságból született Esterházy Pál herceg. Lőrinc főága fiágon 1682-ben, női ágon 1713-ban halt ki. Lőrinc fivérének, Lajosnak az unokája, ugyancsak Lajos 1649-ben nádorjelölt volt, 1655-ben pedig III. Ferdinándtól személyes grófi rangot kapott, amit a király dédunokája, Zsigmond és gyermekei részére 1723-ban kiterjesztett. Zsigmond fia volt János, akinek négy fia, József, János, Ferenc és István a család négy ágának megalapítói. Zsófia húguk gróf Amade Ferenc felesége volt, fiuk Tádé (1783-1845) zeneszerző, Liszt Ferenc mecénása. A Lőrinc ág birtokai főleg Északkelet-Magyarországon, a Lajos ág birtokai a Felvidéken, a mai Nyugat- és Közép-Szlovákia területén feküdtek. A család jelenlegi, mintegy félszáz tagja elsősorban Magyarországon, Szlovákiában, Ausztriában és Nagy-Britanniában él.

## A család grófi címerleírása
Négyelt pajzs: Az 1. és 4. kék mezőben befelé fordult, lovon vágtató, aranyzsinóros vörös mezbe öltözött lovag. Baljában (jobbjában) arany zászlót tart. A 2. és 3. vörös mezőben arany koronából kinövő, befelé fordult arany oroszlán, jobbjában (baljában) arany jogart, baljában (jobbjában) zöld leveles ágon három ezüst rózsát tart. Sisakdísz: a kinövő oroszlán. Takarók: jobbról arany–kék, balról arany–vörös.

## A Nyáry család fontosabb tagjai
- Nyáry Lőrinc (1515 k. – 1559) várkapitány, Hont vármegye főispánja, koronaőr
- báró Nyáry Ferenc (1500 k. – 1551) neves törökverő huszárkapitány
- báró Nyáry Pál (1550 k. – 1607) várkapitány, törökverő hadvezér, Bocskai István erdélyi fejedelem főudvarmestere
- báró Nyáry István (1585 k. – 1643)  főajtónálló mester, felső-magyarországi főkapitány
- báró Nyáry Krisztina (1604–1641) Thurzó Imre, majd Esterházy Miklós nádor felesége
- gróf Nyáry Rudolf (1828–1900) esztergomi kanonok, vallásos író
- gróf Nyáry Ernő (1906–1987) karmelita szerzetes, bagdadi érsek
- gróf Nyáry János (1942), a Magyar Történelmi Családok Egyesületének (MTCSE) az alapító elnöke
- gróf Nyáry Éva (1946) festőművész, a Jeruzsálemi Szent Lázár Lovagrend Nagyperjel Asszonya, a MTCSE tagja.

## Kastélyaik
- Nyáry-kastély (Legénd)
- Beleznay-Nyáry-kastély (Pilis)

## Külső hivatkozások
- http://genealogy.euweb.cz/hung/nyary1.html
- https://web.archive.org/web/20160304112212/http://genealogy.euweb.cz/hung/nyary2.html